# 深圳西麗湖麒麟山莊
深圳西麗湖麒麟山莊，俗稱麒麟山莊酒店，簡稱深圳麒麟山莊，是深圳市南山區的一處酒店，位於深圳特區西北西麗湖鄰近。是深圳市委、深圳市政府接待中國共產黨及中國國家領導人到深圳時的基地，又是商業經營中國旅館生意的酒店。
现由深圳市接待办公室主管，为事业单位。

## 特色
田園風光，歐陸建築風格，五星級酒店服務，是會議及休閒度假場所。

## 鄰近
- 西麗野生動物園
- 深圳麒麟山
- 深圳大學城
- 西瀝水庫
- 旺亨工業園
- 深圳大學城體育館
- 源興百貨商場
- 鵬利百貨商場
- 西麗高爾夫鄉村俱樂部
- 平山小學

## 交通
- 松白公路
- 沙河西路
- 留仙大道
- 廣深高速公路
- 南光高速公路
- 南坪快速公路
- 寶石公路
- 龍大高速公路